# Eduard Kammer
Eduard Kammer (* 2. Februar 1839 in Gumbinnen, Ostpreußen; † 21. Dezember 1910 in Friedenau bei Berlin) war ein deutscher Altphilologe und Gymnasiallehrer in Preußen.

## Leben
Kammer besuchte die Friedrichsschule Gumbinnen und das Altstädtische Gymnasium in Königsberg. Ab Ostern 1858 studierte er an der Albertus-Universität Klassische Philologie. 1858 wurde er bei den Silber-Litthauern aktiv. Im Juli 1862 zum Dr. phil. promoviert, bestand er 1863 das Examen pro facultate docendi. Er trat Michaelis 1862 als ordentliches Mitglied in das Pädagogische Seminar und unterrichtete in dieser Stellung am Collegium Fridericianum. An dieser Schule unterrichtete er bis Ostern 1880, zuletzt als 2. Oberlehrer. Weihnachten 1873 wurde ihm das Prädikat Professor
verliehen. Ab dem 5. April 1880 war er Direktor des Königlichen Gymnasiums Lyck. Dort veröffentlichte er Programm-Abhandlungen. Beim 1. Stiftungsfest des Alte-Herren-Senioren-Convents Gumbinnen im Dezember 1887 hielt er die Kaiserrede auf Wilhelm II. Seit 1891 war er Provinzialschulrat beim Oberpräsidium der Provinz Schleswig-Holstein in Schleswig. In gleicher Eigenschaft war er ab 1897 beim Oberpräsidium der Provinz Schlesien in Breslau. Nach der Beförderung zum Oberregierungsrat wurde er 1900 Direktor des Ostpreußischen Provinzialschulkollegiums in Königsberg. Er trat 1905 in den Ruhestand und verzog nach Berlin. Er führte den Charakter Professor als Philologe und Geheimer Regierungsrat als Verwaltungsbeamter. Mit Karl von Gamp-Massaunen und Paul von Bienenstamm erhielt er am 17. Mai  1906 das Band des Corps Baltia Königsberg.

## Ehrungen
Unvollständige Liste
- Königlicher Kronen-Orden (Preußen) 2. Klasse

## Werke
- Die Einheit der Odyssee nach Widerlegung der Ansichten von Lachmann-Steinthal, Koechly, Hennings und Kirchhoff. B. G. Teubner Verlag 1873. (Nachdruck: Nabu Press, 2011, ISBN 978-1-271-29960-7)
- Zur homerischen Frage III. Lyck 1883.
- Kritisch-ästhetische Untersuchungen, betreffend die Gesänge M N X O der Ilias. In: Festschrift zur Feier des 300-jährigen Bestehens. Teil II. Königsberg 1887.
- Bericht über die Feier des dreihundertjährigen Bestehens des Kgl. Gymnasiums zu Lyck. Königsberg 1888.
- Ansprache bei der Gedächtnisfeier am 9. März 1889 an die Abiturienten. Lyck 1889.
- Zur Schulreformfrage. Lyck 1890.